# 浅田弘幸
淺田弘幸（日语：／ Asada Hiroyuki，1968年2月15日—），是日本的漫畫家及插畫家。在日本神奈川縣橫濱出生。而他亦曾經使用、及等等的筆名。

## 概要
- 淺田弘幸以作品《通往幽界…》（幽界へ…），17歲開始在漫畫界出道（1986年月刊少年Jump漫畫大賞準入選作品，並在同年9月在月刊少年Jump original增刊號刊載）。他的代表作品有《眠兔》（眠兎）、《蓮華》、《I'll》（第26回講談社漫畫賞推薦作品）。在2006年9月開始在月刊少年Jump中連載《信蜂》。在ワニマガジン社的《robot》中不定期地連載《PEZ》；亦有在飛鳥新刊的《季刊S》中負責繪畫插畫。

- 曾經有兩年作為小谷憲一助理的經驗。

- 與小畑健及田島昭宇為好朋友；三人組成「水瓶3」（名字來由是因為三人皆是水瓶座），在此團體中三人各有化名，淺田為，小畑為，田島為

- 除了連載漫畫和出版單行本外，也有參與繪畫插畫的工作。淺田弘幸的畫風偏向寫實的纖細風、彩圖備受好評；曾在2000年12出版畫集《骨之尖》。

- 曾在2002年以嘉賓身份出席於台灣的漫畫博覽會會場。

## 作品

### 漫畫作品
- 夢幻高手（原名：I'll、月刊少年Junp連載、集英社、全14巻）
  - I'll ～アイル～ Crazy KOUZU Fan Club（集英社）
  - Crazy Kouzu BC -I'll SPECIAL EDITION PACKAGE-（集英社）
- 極速壞天使（原名：BADだねヨシオくん!、（月刊少年Jump連載、集英社、全四冊）
- 蓮華（集英社 第一冊 -）
- 眠兔（集英社 全兩冊）
- ケツオ&オカメ 禁じられた黄昏に…（週刊PlayBoy連載、未有推出單行本、以「ボビンチョ浅田」筆名創作）
- PEZ（《robot》連載中、未有推出單行本）
- 信蜂（全20卷）（由月刊少年Jump開始連載，後來轉移至在週刊少年Jump連載，Jump Square2015年12月號完）

### 漫畫文庫
- 淺田弘幸作品集 1 蓮華（集英社）
- 淺田弘幸作品集 2 眠兎（集英社）
- 極速壞天使（集英社、全三冊）

### 畫集
- 骨之尖（骨の尖、集英社）　2000年12月1日發售
- 信蜂畫集 Shine（テガミバチ イラスト集Shine、集英社）　2011年3月4日發售
- Water（集英社）　2011年5月2日發售預定

### 插畫作品
- バトル・ホームズシリーズ（梶研吾著、集英社、スーパーダッシュ文庫）
- ロッキン・ホース・バレリーナ（大槻ケンヂ著、角川書店、角川文庫）
- グッバイ・チョコレート・ヘブン（荒木スミシ著、幻冬舎）
- チョコレート・ヘブン・ミント（荒木スミシ著、幻冬舎）
- 夏休みは命がけ!（とみなが貴和著、角川書店）
- 西城秀樹のおかげです（森奈津子著、早川書房）
- COMIC IS DEAD（島田一志著、Studio Cello）
- ワルの漫画術（島田一志著、柏艪舎）
- 汚れつちまつた悲しみに……中原中也詩集（中原中也著、集英社）
- Starving Stargazer（中島裕介著、ながらみ書房）
- 角川漫畫學習系列 日本的歷史 - 第2集：飛鳥朝廷 - [1]

### CD封面
- 新人（筋肉少女帯、TOY'S FACTORY）
- 信蜂 集英社 戲劇CD
- 第一天（はじまりの日） feat.Mummy-D 生產限定盤（スガシカオ（菅止戈男）、BMG JAPAN）

### 合著
- 田島昭宇vs淺田弘幸（河出書房新社出版，與田島昭宇合著）
- adidas MANGA FEVER（飛鳥新社出版，與田島昭宇、小畑健合著）

## 腳註
1. ↑  （日語） 角川まんが学習シリーズ「日本の歴史」｜角川書店｜KADOKAWA

## 外部連結
- 淺田弘幸的個人網誌 （日語）